# Carex luzulina
Carex luzulina är en halvgräsart som beskrevs av Stephen Thayer Olney. Carex luzulina ingår i släktet starrar, och familjen halvgräs.

## Underarter
Arten delas in i följande underarter:
- C. l. ablata
- C. l. atropurpurea
- C. l. luzulina